# Elisa Lohmann
Elisa Lohmann, född 22 juli 1998 i Parchim i Tyskland, är en volleybollspelare (libero, samt tidigt i karriären även vänsterspiker) som spelar med Dresdner SC och Tysklands landslag.
Lohmann började spela volleyboll i det lokala laget 1. VC Parchim. Hon blev förbundsmästare vid Jugend trainiert für Olympia & Paralympics 2012. Lohman flyttade 2014 till Schwerin för att gå på sportgymnasium där. Där spelade hon fram till 2016 med SSC Palmberg Schwerins utvecklingslag VC Olympia Schwerin och därefter med huvudklubben. Hon blev 2015 uttagen i Tysklands U18-landslag som deltog i U18-EM 2015 och U18-VM 2015. Med Schwerin blev hon tysk mästare två gånger (2017 och 2018) och tysk cupmästare en gång (2019). Hon gick över till VC Kanti i Schweiz 2019, där hon stannade ett år. Därefter återvände hon till Tyskland för spel med VfB 91 Suhl under två säsonger och därefter Dresdner SC.
Schölzel har spelat med seniorlandslaget vid Volleyball Nations League 2018, EM 2021 och VM 2022.